# Храм Александра Невского при Александровском убежище
Храм Александра Невского при Александровском убежище — православный храм, располагавшийся на территории Александровского убежища для инвалидов Русско-турецкой войны 1877—1878 годов. Был построен в 1881—1883 годах в русском стиле. Храм первоначально стоял на землях подмосковного села Всехсвятского, а после 1917 года оказался в черте Москвы. В 1923 году храм был закрыт властями и переоборудован в клуб. Снесён после 1963 года. Располагался храм между домами 6 и 2/49 по улице Острякова.

## История

### Основание и строительство
Александровское убежище для увечных воинов Русско-турецкой войны было открыто в 1878 году на средства благотворителей. В нём было 15 отдельных домиков, в которых могли проживать 120 человек — инвалидов войны.

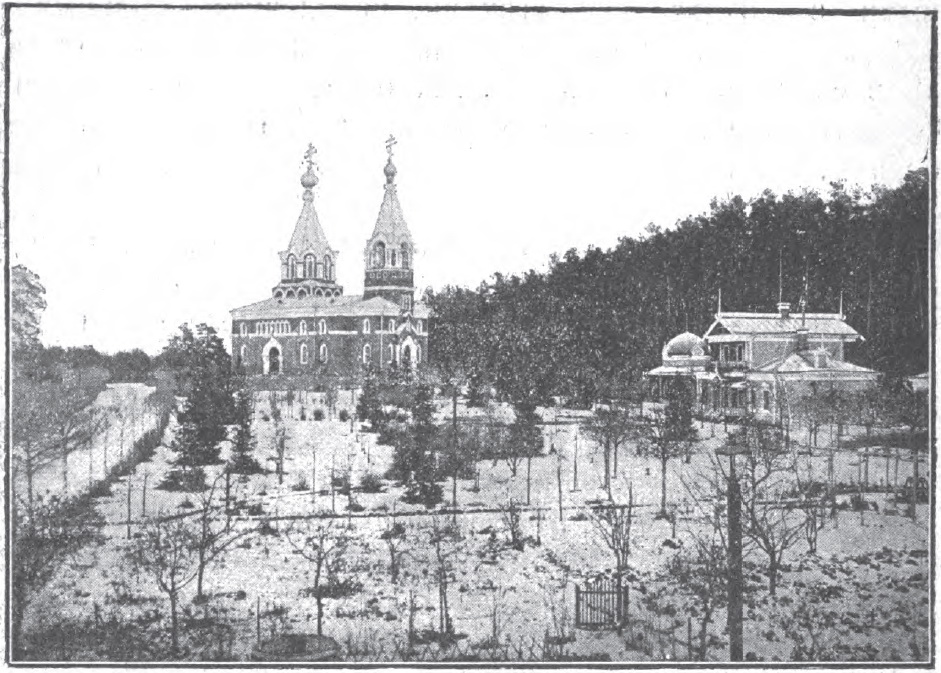
Храм в конце XIX века после реконструкции

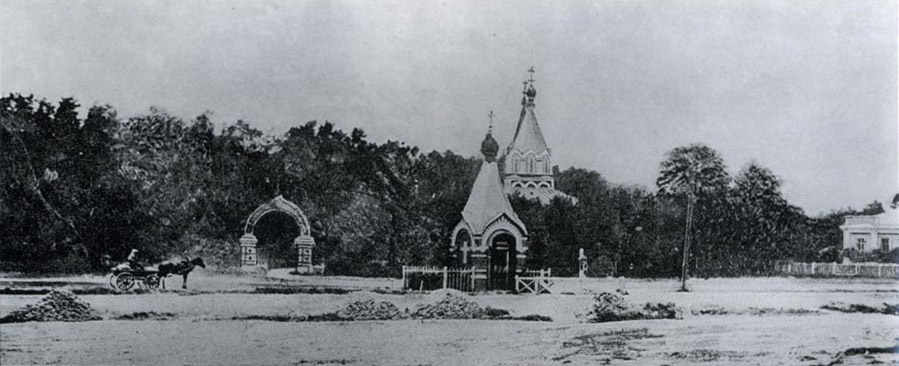
Вид на храм и часовню с Петербургского шоссе

В 1881 году было принято решение о строительстве в Александровском убежище каменной церкви. В том году в результате теракта погиб император Александр II. В память о нём было решено возвести храм в честь его небесного покровителя — святого Александра Невского. Инициатором строительства храма была основательница Александровского убежища А. Н. Стрекалова.
Храм был заложен в 23 августа 1881 года Великим князем Николаем Николаевичем Старшим и освящён 12 июля 1883 года. Авторами проекта были архитекторы А. П. Попов и А. Н. Козлов. Средства на строительство и отделку храма были предоставлены частными лицами и несколькими торгово-промышленными заведениями Москвы. Резной дубовый иконостас для храма был пожертвован из домовой церкви Н. П. Шилова. Священник и причт проживали в самом убежище. Ежегодно 22 июля (4 августа) в храме совершалось торжественное богослужение и крестный ход к часовне Марии Магдалины, стоявшей на Петербургском шоссе (ныне Ленинградский проспект).
На входе в храм находилась памятная надпись: «Храм во имя св. благоверного князя Александра Невского, заложен 23 августа 1881 г., освящён 12 июля 1883 г. Сооружён в память мученической кончины Императора Александра II. Составители проекта академик Александр Петрович Попов, архитектор Андрей Николаевич Козлов. Построен на средства московских обществ трактиропромышленников, содержателей меблированных комнат, подворий, постоялых дворов, рейнских погребов, кухмистерских, хоругвеносцев».
Количество прихожан храма быстро росло. Помимо жителей Александровского убежища храм посещали и жители сёл Всехсвятского, Петровского-Зыкова а также дачники. Храм был рассчитан всего на 350 человек, поэтому было принято решение его расширить. В 1892 году архитектором В. П. Загорским был разработан проект перестройки храма. Была увеличена площадь трапезной, алтаря и построена колокольня.
При храме существовала усыпальница. Там был похоронен хирург И. Н. Новацкий (1827—1902).

### Закрытие и снос
С начала 1920-х годов советские власти стали предъявлять претензии на имущество и угрожать закрыть храм. Представители церковной общины пытались этому воспрепятствовать. В одном из писем Михаилу Калинину они сообщали:
Наш храм существует 40 лет, построен не на казённые средства, а, как означено в церковной описи, разными торговыми обществами и хоругвеносцами московских соборов. В течение 40 лет своего существования храм был неоднократно ремонтирован, отделан и благоустроен, снабжён утварью и всем необходимым исключительно на средства доброхотные, и на наш храм в течение всего его существования не было затрачено ни одной копейки казённых денег, и он вполне может быть назван храмом, построенным любовью и средствами народа.
Тем не менее в апреле 1923 года храм был закрыт. Иконостас храма и 5 икон были переданы Главнауке. Годом ранее во время кампании по изъятию церковных ценностей под предлогом помощи голодающим Поволжья из храма было изъято 5 пудов серебряной утвари. 1 мая 1923 года в помещении храма открылся клуб опытно-показательной колонии имени Карла Маркса, в которую после революции было преобразовано Александровское убежище. В 1928 году здание церкви было частично разобрано. До 1963 года оно ещё стояло во дворе протезного завода, а затем было окончательно снесено.

## Архитектура
Шатровый одноапсидный храм на 350 человек был сооружён в традициях русской архитектуры XVII века: его украшали килевидные кокошники, аркатурные пояски, ширинки, уступчатое обрамление окон и ниш, выложенные кирпичом кресты. Два шатра храма стояли на одной оси. Церковь стала архитектурной доминантой комплекса зданий приюта, она была видна с Петербургского шоссе.

Планы архитектора В. П. Загорского. 1892 год.
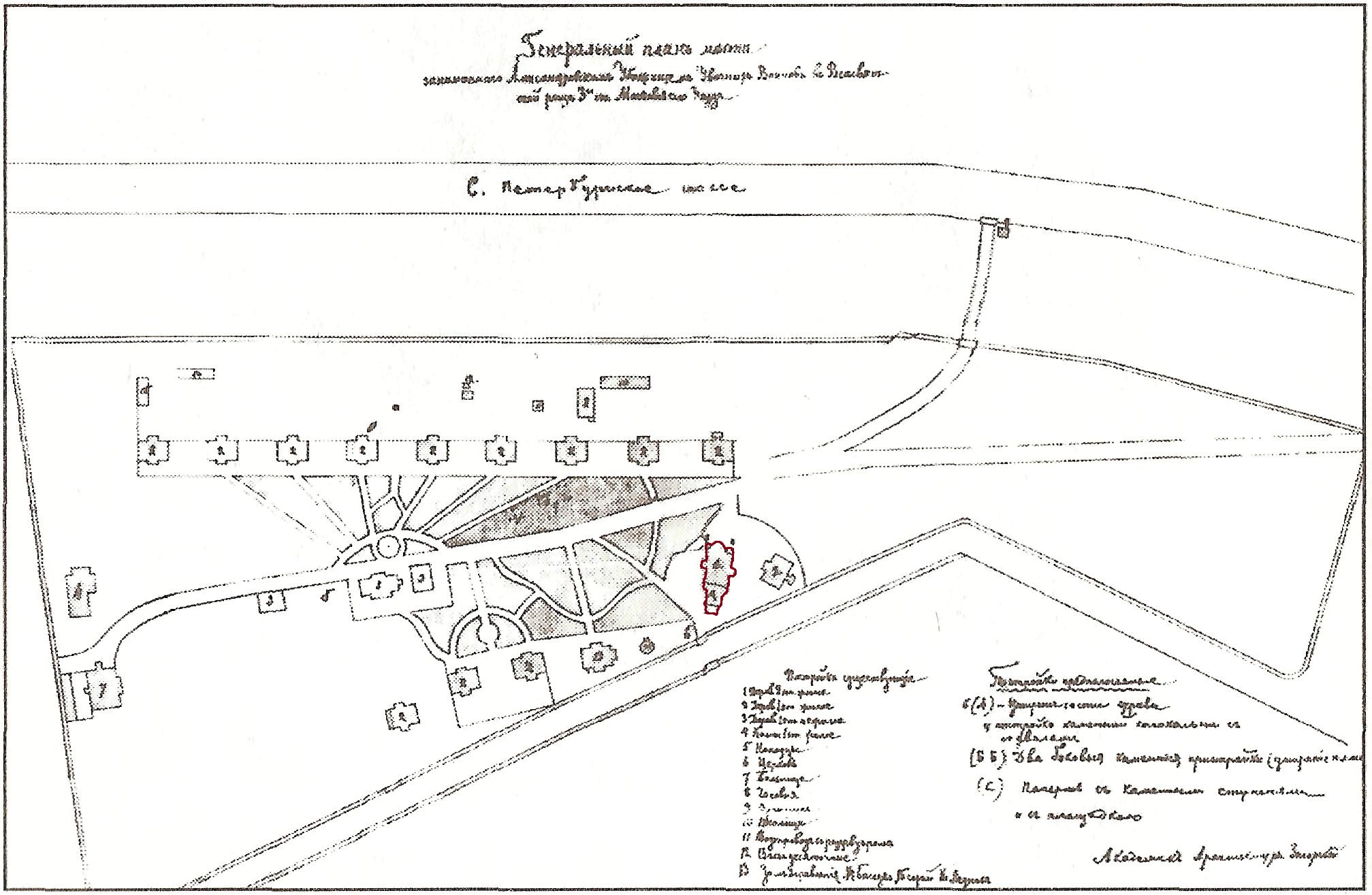
План Александровского убежища. Храм выделен красным.
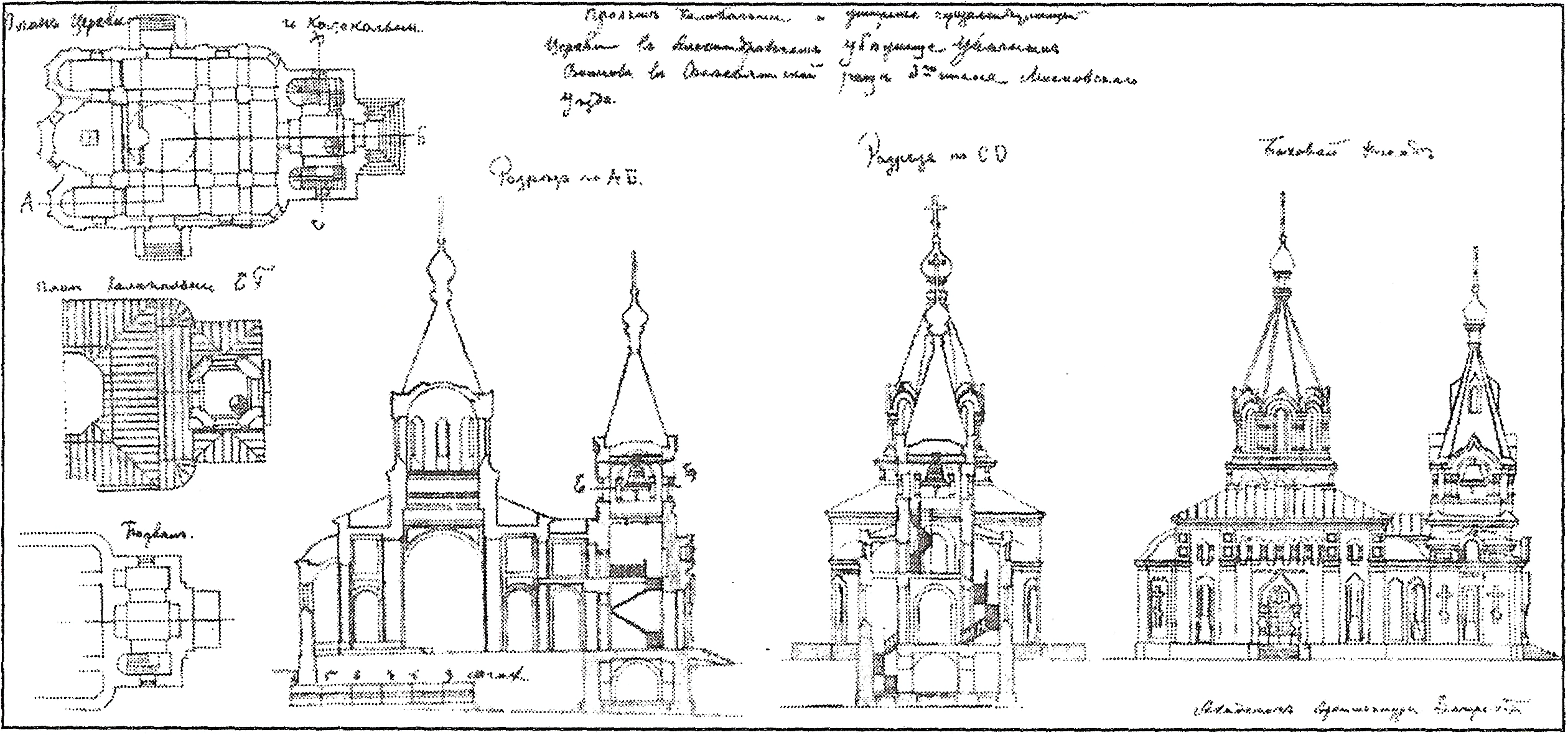
Проект реконструкции храма